# Імпліцитне навчення
Імпліци́тне (приховане, неявне) на́вчення (научіння) — навчення, що відбувається без усвідомлення того, що саме є його предметом. Таке навчення відбувається незалежно від мети та обізнаності суб'єкта щодо засвоюваних знань. Імпліцитне навчення може вимагати деякого мінімального залучення уваги і може залежати від механізмів довільної і робочої пам'яті. Результатом імпліцітного навчення є імпліцитне знання у формі абстрактних уявлень, які, на відміну від експліцитних знань, не можуть бути словесно описані, однак можуть бути пояснені на конкретних прикладах.
У клінічній практиці було показано, що імпліцитне навчення має свій механізм і протікає незалежно від експліцитного навчення. Наприклад, при амнезії часто спостерігається збереження імпліцітного навчення, при одночасному ураженні експліцитного навчення.

## Історія
У 1967 році Джордж Міллер у Гарвардському університеті досліджував процес засвоєння правил. Випробовуваним пропонувалося дослідити послідовності букв, утворені за певними правилами. Потім, випробовувані оцінювали нові послідовності букв як такі, що відповідають або не відповідають цим правилам.
Артур Ребер модифікував експеримент Міллера. У модифікації Ребера випробовувані під час навчення не знали, що послідовності букв складені за якимись правилами. Ця зміна була необхідною щоб виключити можливість експліцитного навчення (навмисного виявлення закономірностей та їх узагальнення). Тим не менше, навіть не знаючи, що послідовності утворені за певними правилами, випробовувані научалися впізнавати інші послідовності, що відповідали тим же правилам. Для позначення такого неусвідомлюваного і ненавмисного навчення Ребер ввів термін імпліцитне навчення. З цього експерименту почався розвиток однієї з найбільш активно застосовуваної парадигм дослідження імліцитного навчення — навчення штучній граматиці.

## Основні напрямки досліджень
Дослідження імпліцітного навчення передбачає створення стимульных рядів, що мають складну внутрішню структуру. Випробовувані не повинні знати заздалегідь, що це за структура. Закономірності, яким підпорядковуються стимули повинні бути досить складними, щоб випробовувані не могли вирахувати їх шляхом логічних операцій.
Існує три основні парадигми дослідження імпліцітного навчення: навчення штучній граматиці, навчення послідовності, керування динамічними системами.

### Навчення штучній граматиці
Дослідження навчення штучній граматиці, як правило, відбувається у два етапи. Спочатку випробовувані вивчають послідовності букв, які підпорядковуються деяким правилам. Потім випробовуваному пред'являється нова послідовність букв, а він визначає, чи відповідає вона цим правилам. Дослідження в цій області показали, що випробовувані можуть статистично достовірно відрізняти «граматично вірні» послідовності літер від «граматично невірних». Однак люди, які успішно справлялися з цим завданням, не могли відповісти на питання, як вони це роблять.
Крім того, успішно вивчивши одну штучну граматику, випробовувані могли перенести свій навик на іншу граматику з тим же набором правил, але яка відрізнялася набором літер.

### Навчення послідовності
У дослідженнях навчення послідовності випробовуваним зазвичай пред'являються зорові стимули, на кожен з яких потрібно реагувати певним чином (натисканням на відповідну клавішу). У послідовності появи стимулів можуть бути певні закономірності, про які випробовуваний не знає. Дослідження показали, що з часом час реакції випробовуваних на стимули, що з'являються в закономірній послідовності, зменшується. При цьому випробовувані не можуть пояснити, що саме вони засвоїли.

### Керування динамічними системами
В задачах на керування динамічними системами випробовуваний вчиться контролювати комп'ютерну симуляцію інтерактивної системи, наприклад цукрової фабрики. Випробовуваний отримує інформацію про продуктивність фабрики (кількість виробленого цукру). Завданням випробовуваного є досягти і підтримувати певний рівень продуктивності, змінюючи характеристики фабрики (наприклад, кількість працівників).

## Імпліцитне навчення і увага
Численні дослідження були присвячені залежності імпліцітного навчення від уваги. Імпліцитне навчення здійснюється незалежними автоматичними системами і, ймовірно, повинно здійснюватися навіть без залучення уваги. Зазвичай в таких дослідженнях випробовуваному крім основного завдання на імпліцитне навчення дається додаткове завдання (наприклад, підраховувати кількість пред'явлень звукових стимулів — тонів — під час експерименту). Дослідження показали, що навіть в таких умовах відбувається імпліцитне навчення, хоча і значно менш ефективне.

## Нейроанатомія імпліцитного навчення
У ряді досліджень з фМРТ було показано, що засвоєння штучної граматики здійснюється за рахунок функціонування нижньої лобної області (BA 44/45). Так, наприклад, Петерссон і співавтори спостерігали активацію в цій області під час пред'явлення послідовностей літер з порушеним штучним синтаксом. В більш пізній роботі автори показали, що ця область також активувалася при сприйнятті коректних послідовностей добре вивченої граматики.
Чендан і співавтори показали, що порушення функціонування в області медіальної скроневої частки і стріатума призводить до порушення імпліцитного навчення. Інші дослідження також поддтверждают залученість стріатума в процес імпліцітного навчення.
Гейсен і співавтори показали, що навченні послідовності залучені каудальні ядра і гіпокамп, причому активація каудальних ядер відображала відносно повільний процес навчення, в той час як активація гіпокампу відображала значно більш швидке навчення.